# Geelvinckssteeg
De Geelvinckssteeg is een kleine nauwe straat in Amsterdam-Centrum. Het gemeentelijk straatnaambord vermeldt Geelvincksteeg.

## Geschiedenis en ligging
De naam van de straat is afkomstig van twee pakhuizen De Geelvinck van de familie Geelvinck, die hier ooit hebben gestaan, De naam zelf komt dan ook al in de 16e eeuw voor. Op de kaart van Pieter Bast uit 1560 is voor het eerste blijvende bebouwing te zien aan de buitenoever van het Singel; de gevelwand is niet geheel aaneengesloten; er zitten stegen en straatjes tussen. Balthasar Florisz. van Berckenrode tekende op zijn plattegrond 1625 inderdaad een dubbel pakhuis in. De Geelvinck Steech (nummer 108) en Geelvinck dwars-steech (nummer 109) zijn op de kaart ingetekend, maar de Geelvinck steech loopt dan nog parallel aan de Singel. De dwarssteeg kijkt uit op de aankomst- en vertreksteigers van veren naar Utrecht (Wtregsche veer) en Gouda (Goutsche veer). Daniël Stalpaert, stadsarchitect noemde op zijn ontwerpplattegrond de straat naar de Singel al wel Geelvincx steegh; het is dan 1662. Gerrit de Broen vermeldde rond 1750 op zijn kaart ook beide stegen (nummers 96 en 97) waarbij de steeg op de Singel uitkomt. Rond 1850 is de dwarssteeg van de kaarten verdwenen.   
Het straatje is gelegen tussen de Singel en de Reguliersdwarsstraat. De straat is al tijden voetgangersgebied; ze komt uit op de Bloemenmarkt.
De naam Geelvinck komt nog een keer voor in de stad; het Geelvinck Hinlopen Huis aan de Herengracht 518 en aanduiding voor een voormalig verzekeringsgebouw De Geelvinck.

## Gebouwen
Voor wat betreft huisnummers is het snel klaar. Aan de even zijde staan gebouwen met huisnummers 2, 4, 6, 10, 30 en 32, waar tussen de huisnummer 6 en 10 de restanten te zien zijn van de dwarssteeg naar de Openhartsteeg. Aan de oneven zijde komt alleen nummer 3 voor. 

### Geelvinckssteeg 3
Dat laatste is het resultaat van rigoureuze stadsvernieuwing uit de jaren zestig, waarbij na de nieuwbouw voor de Spaarbank voor de Stad Amsterdam aan de Singel (gebouw Munthof dan wel Muntstaete) ook nieuwbouw werd neergezet voor de Hollandsche Societeit van Levensverzekeringen N.V.(gebouw De Geelvincnk). De ontwerper van beide gebouwen was dezelfde: Karel Sijmons; het gebouw van de bank werd monument; dat van de sociëteit met hoofdadres Singel 540 niet (gegevens 2020).

### Geelvinckssteeg 4 en 6
De gebouwen 4 en 6 zijn sinds 28 april 1970 (vermoedelijke inschrijfdatum van administratie van monumenten) rijksmonument respectievelijk nummer 1124 en 1125. Huis dragend nummer 4 wordt in het monumentenregister omschreven als pand met een 18e eeuwse klokgevel; eenzelfde omschrijving wordt gegeven van nummer 6, dat wel flink hoger is. Gebouw nummer 10 zou ook uit genoemde tijd kunnen zijn, maar is geen monument.

### Geelvinckssteeg 30-32
Het opmerkelijkste gebouw aan de steeg is dat met huisnummers 30 en 32 op de hoek met de Reguliersdwarsstraat 55-57. Hier stonden twee gebouwtjes met tuitgevel uit de 18e eeuw. Deze waren zo evrvallen dat ze in de jaren zestig van de 20e eeuw gesloopt werden. Er bleef jarenlang een gat op de hoek. Eindjaren tachtig werd er vervolgens nieuwbouw gepleegd. Het pand opgetrokken uit beton en donkergetint glas was niet naar ieders zin, de Vereniging Vrienden van de Amsterdamse Binnenstad reageerde met afschuw. Het gebouw heeft een penthouse als bovenste etage. De architect bleef lang een geheim; men dacht dat het een creatie was van Sjoerd Soeters. Een foto in Het Parool in de rubriek Toen en Nu in maart 2019 leverde echter een inzending op van Berend Fraenkel. Hij had het ontworpen, maar zag dat het gebouw niet geheel conform zijn ontwerp was afgebouwd en in de loop der tijden in zijn ogen was verminkt.

## Kunst
Het huis dat nummer 4 draagt heeft een gevelsteen. Van boven naar beneden toont het een familiewapen; de naam Geelvinck en ten slotte 1631. Het is een weergave van het familiewapen van de familie Geelvinck. Het wapen bestaat uit vier delen waarbij de segmenten I en IV (linksboven en rechtsonder) een gouden vink tonen op een blauwe achtergrond. Segmenten II en III (rechtsboven en linksonder) tonen een zilveren vlak met blauwe diagonaal. De gevelsteen is niet origineel. Gerard Drukker was hier namelijk in 1963 om de panden vast te leggen voor de Rijksdienst voor het Cultureel Erfgoed; pand 4 had toen nog geen gevelsteen. De steen moet derhalve tijdens een renovatie geplaatst zijn, op foto's uit 1993 is de steen wel te zien. 
De zijgevel van hoekpand Singel 528 bestaat voornamelijk uit pleisterwerk. Een van de blinde raamopeningen laat een reclame zien voor de tabakswinkel van J.D. Berkman waarin drie pijpen zijn afgebeeld met de toevoeging “ruime sortering”. De winkel zat minstens vanaf de jaren tachtig tot 2011 in het gebouw, waarna een boekingsbureau erin trok.

## Afbeeldingen

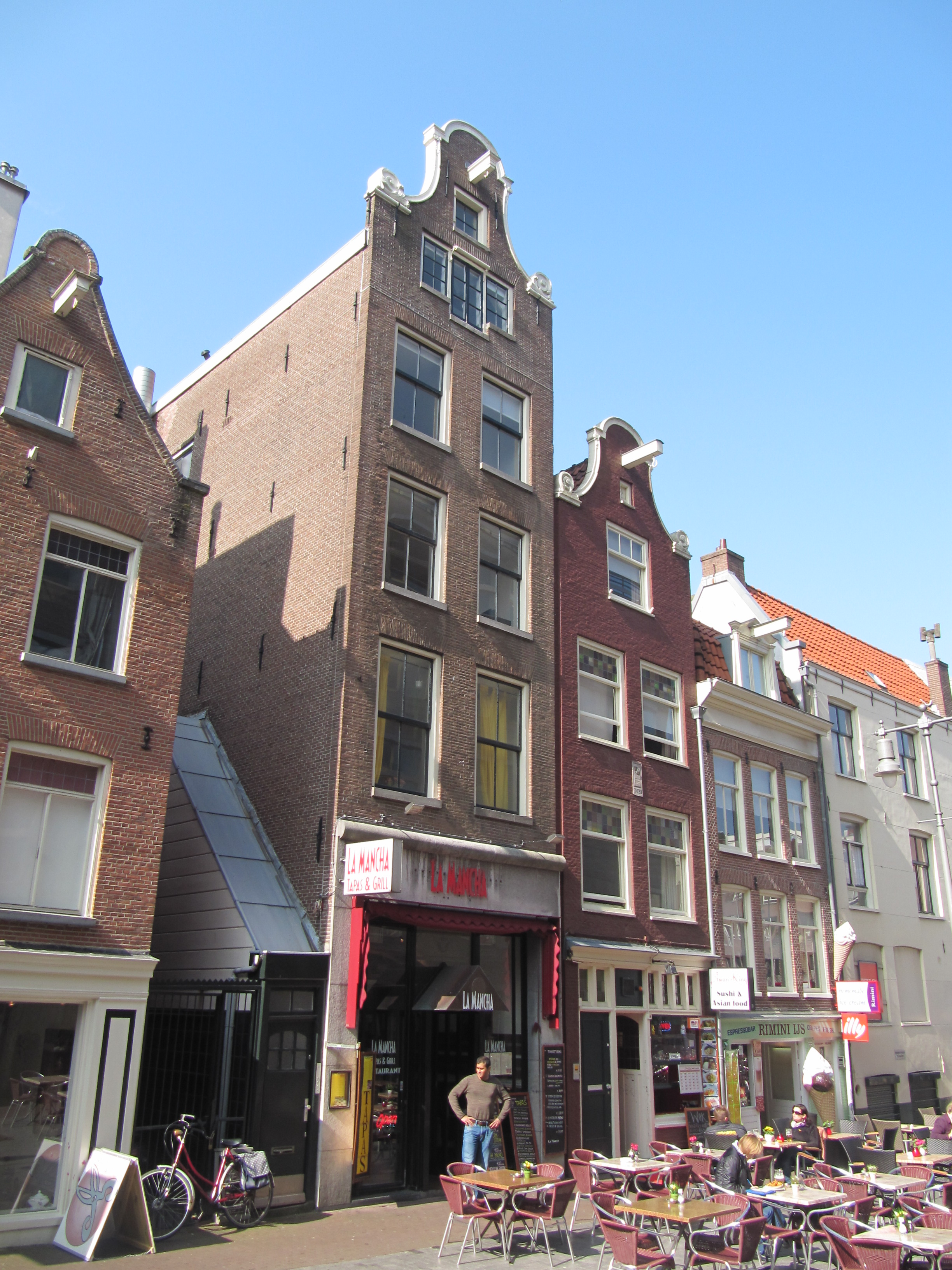
Opklimmend van rechts naar links huisnummer 2, 4 en 6; links van 6 de dwarssteeg (maart 2012)
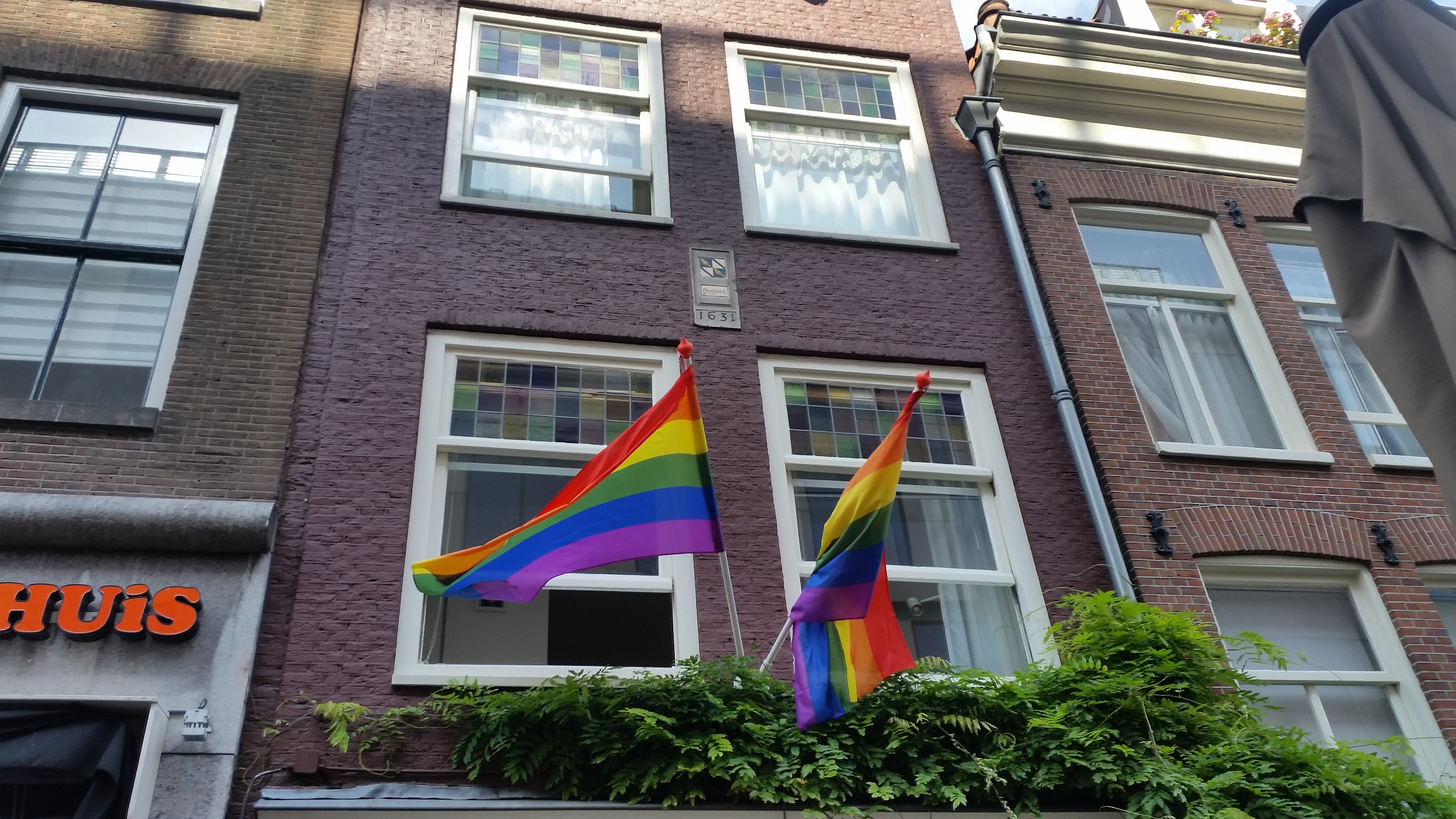
Gevelsteen Geelvinck op 4 (augustus 2020)
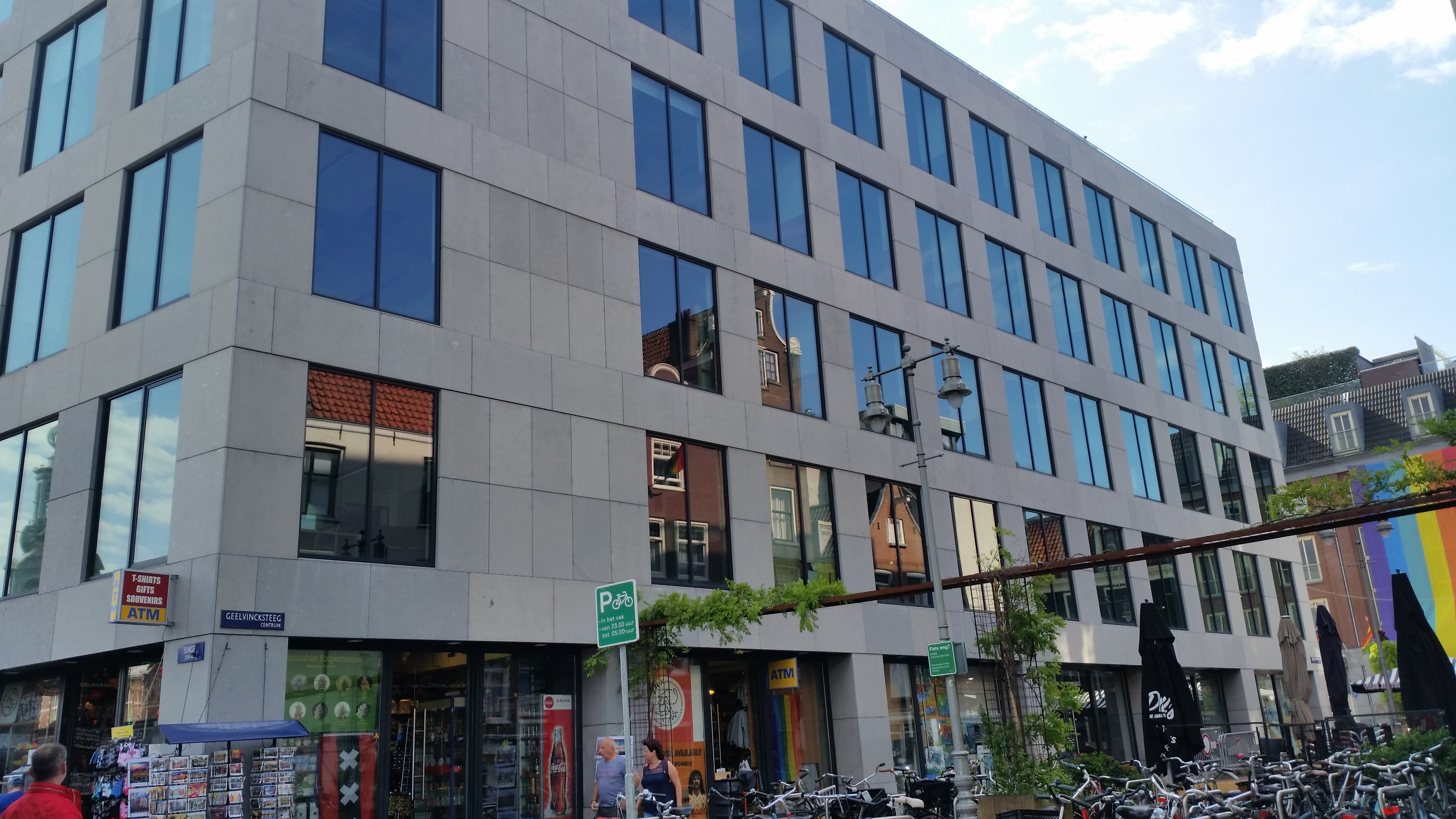
Zijgevel De geelvinck met huisnummer 3 op punt (augustus 2020)
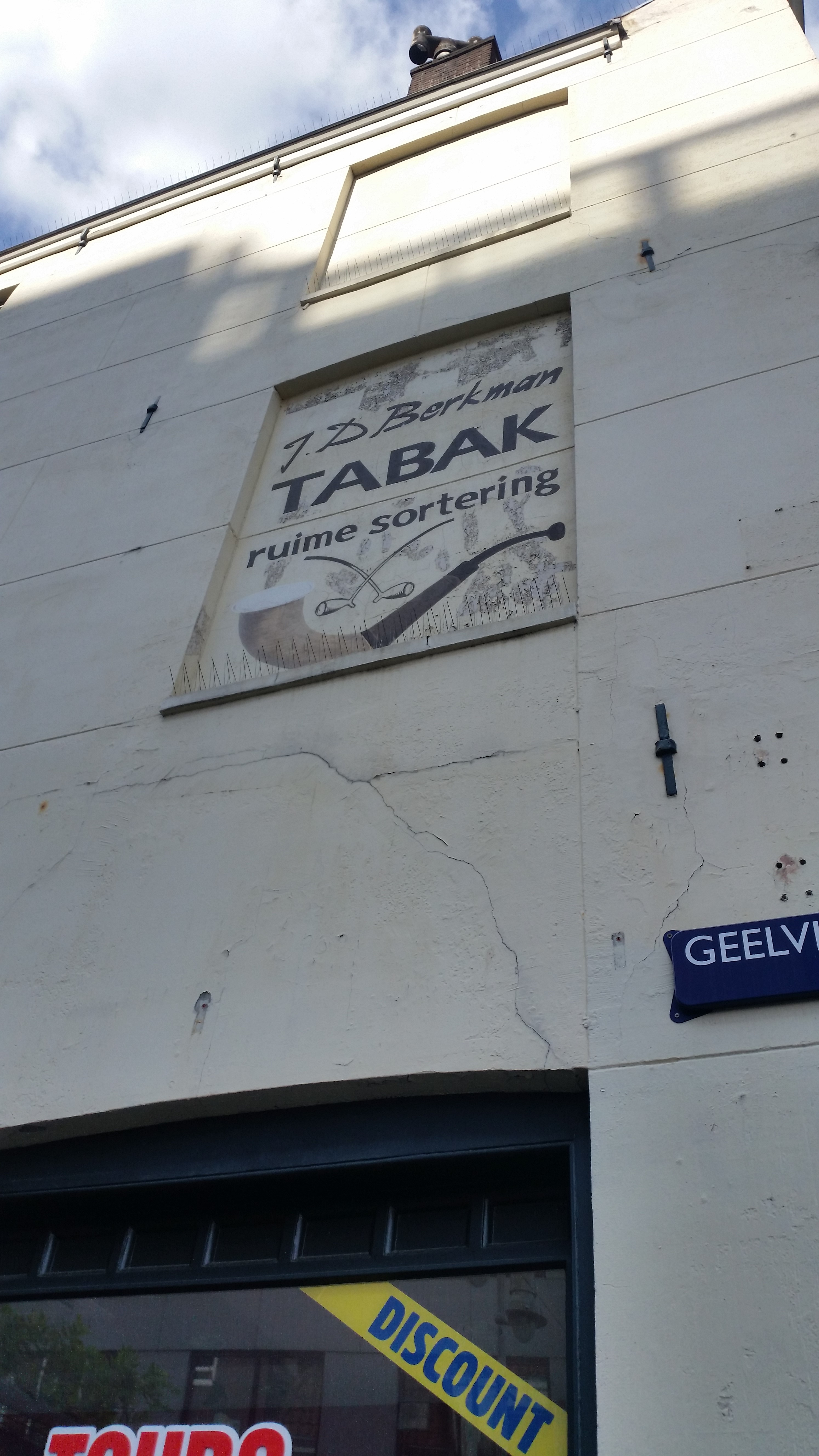
Gevelreclame van vertrokken tabakswinkel (augustus 2020)
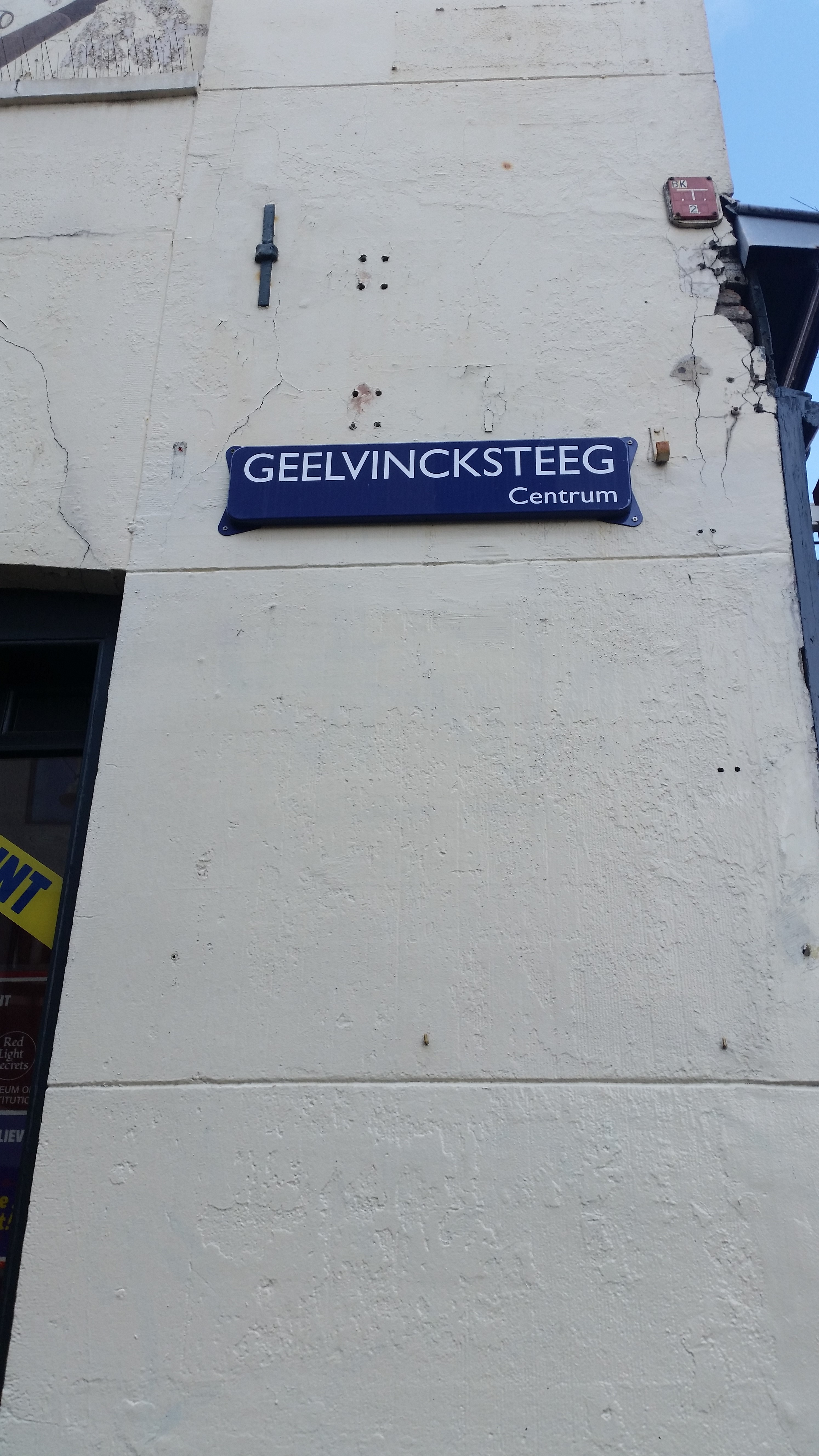
Straatnaambord met een "s" (augustus 2020)